# La danza (Matisse)
La danza es un cuadro de Henri Matisse expuesto en el Museo del Hermitage de San Petersburgo, Rusia. Está pintado al óleo sobre lienzo y tiene unas medidas de 260 cm de alto por 389 cm de ancho.
Se representa en esta obra a un grupo de cinco personas, de ambos sexos, que bailan en círculo, dándose la mano. Están desnudos, tema artístico que interesó a Matisse durante toda su vida.

## Estética
--La danza refleja la incipiente fascinación de Matisse por el arte primitivo: los intensos colores cálidos contra el frío verde azulado del fondo -claramente relacionados con el fauvismo- y la rítmica sucesión de desnudos danzantes transmiten los sentimientos de liberación emocional y hedonismo. A este colorido se le ha dado una interpretación simbólica: los cuerpos se pintan de rojo y representan la vida, el azul es el cielo y el verde la naturaleza, logrando de este modo un movimiento extraordinario.
El cuadro a menudo se relaciona con la «Danza de las Jóvenes» del famoso ballet con música de Ígor Stravinski y coreografía de Vaslav Nizhinski, La consagración de la primavera. De hecho, el sentimiento de grupo que comparten tanto el cuadro como la obra de Stravinsky es una parte más de ese sentido tribal al que ambas estéticas se querían aproximar. Sin embargo, esta relación es conceptual, realizada por críticos o estudiosos posteriores, ya que La consagración de la primavera es cuatro años posterior a la pintura de Matisse.

## Versiones
Hay dos versiones de esta obra. La primera, actualmente en el MoMA, usa colores más pálidos y menos detalles. Se pintó después del declive del movimiento fauvista en 1906. La pintura fue muy apreciada por el artista, que en una ocasión la llamó «el clímax abrumador de la luminosidad»; también se representa en la parte posterior de la obra de Matisse La Danse with Nasturtiums (1912).
La segunda versión, conservada en el Museo del Hermitage en San Petersburgo, usa una paleta cromática fauvista más clásica. Junto con la pieza que le sirve de acompañamiento, La musique, este amplio panel decorativo se creó específicamente para la mansión moscovita del empresario ruso y coleccionista de arte Serguéi Schukin, con quien Matisse tuvo una larga relación.